# 1999 OZ3
1999 OZ3, também escrito como 1999 OZ3, é um objeto transnetuniano (TNO) que está localizado no cinturão de Kuiper, uma região do Sistema Solar. Este corpo celeste é classificado como um cubewano. Ele possui uma magnitude absoluta (H) de 7,4 e, tem um diâmetro estimado com cerca de 146 km, por isso existem poucas chances que o mesmo possa ser classificado como um planeta anão, devido ao seu tamanho relativamente pequeno.

## Descoberta
1999 OZ3 foi descoberto no dia 21 de julho de 1999 pelos astrônomos J. J. Kavelaars, B. Gladman, M. J. Holman e J.-M. Petit.

## Órbita
A órbita de 1999 OZ3 tem uma excentricidade de 0.128 e possui um semieixo maior de 44.102 UA. O seu periélio leva o mesmo a uma distância de 38.440 UA em relação ao Sol e seu afélio a 45.322.